# Platysoma diremptum
Platysoma diremptum är en skalbaggsart som beskrevs av Desbordes 1930. Platysoma diremptum ingår i släktet Platysoma och familjen stumpbaggar. Inga underarter finns listade i Catalogue of Life.